# Кинофестиваль имени братьев Люмьер
Кинофестива́ль и́мени Бра́тьев Люмье́р (фр. Festival Lumière), или Кинофестива́ль Большо́го Лио́на (англ. Grand Lyon Film Festival) — ежегодный кинофестиваль, проводимый с 2009 года в октябре во французском городе Лионе Институтом Люмьер совместно с правительством Лионской метрополии.
Фестиваль, проводится на родине кинематографа — именно в Лионе жили и снимали первые в мире фильмы братья Луи и Огюст Люмьер. В рамках фестиваля на крупнейших площадках города (таких, как Холл Тони Гарнье и Лионский дворец конгрессов) проводятся ретроспективные показы классических фильмов — как широко известных, так и забытых. Часто показы посвящены одной теме или деятельности одного из корифеев киноискусства прошедших десятилетий.
В 2009 году фестиваль длился 6 дней, с 2010 — 7. С 2013 года одновременно с кинопоказами проводится «Рынок классического фильма», а также многочисленные мероприятия для специалистов киноиндустрии, таких как обсуждение вопросов реставрации старых фильмов. В 2015 году в работе фестиваля приняли участие 217 специалистов из многих стан, а также 120 кинокомпаний, владеющие значительными киноархивами, среди которых такие как Cohen Media Group (США), Park Circus (Великобритания), Кадр (Польша), Мосфильм (Россия) и другие.
19 октября 2013 года в рамках фестиваля Квентин Тарантино и Майкл Чимино при помощи оператора Пьера-Вильяма Гленна и многочисленных знаменитых актёров сделали на прежнем месте ремейк одного из первых фильмов братьев Люмьер — «Выход рабочих с фабрики» 1895 года.
В рамках фестиваля за вклад в развитие кинематографа проходит вручение премии «Люмьер» — по одной в год. По словам организаторов фестиваля, эта премия должна со временем превратиться в своего рода Нобелевскую премию в области кино.